# Islas Haswell
Las islas Haswell es un grupo de islas costeras rocosas situadas frente de la Punta Mabus en la Antártida, se extienden aproximadamente 3 kilómetros (1.5 nmi) hacia el mar. Fueron registrados por la Expedición Antártica Australasiana bajo el mando de Douglas Mawson (1911–1914), quien las llamó Islas Rookery debido a una gran colonia de pingüinos emperador en la isla Haswell, la isla marina y más grande del grupo. En 1955, el Comité de Nombres Antárticos de Australia propuso que el nombre Haswell se extendiera a todo el grupo. Su homónimo es el zoólogo australiano William Aitcheson Haswell (1854–1925), quien perteneció al consejo asesor de la Expedición mencionada.

## Descripción
En la isla Buromski, se encuentra el cementerio más grande de la Antártida desde 1960. Hoy en día, el HSM-9, se encuentra bajo la protección del Tratado Antártico como Sitio y Monumento Histórico.